# Cantone di Samatan
Il Cantone di Samatan era una divisione amministrativa dell'arrondissement di Auch, con capoluogo Samatan. Situato nel dipartimento di Gers e nella regione dei Midi-Pirenei, ha un'altitudine compresa fra i 150 metri sul livello del mare di Cazaux-Savès e i 315 metri sul livello del mare di Pébées, per una media di 226 metri.
A seguito della riforma approvata con decreto del 26 febbraio 2014, che ha avuto attuazione dopo le elezioni dipartimentali del 2015, è stato soppresso.

## Composizione
Il cantone aveva una popolazione di 4 998 abitanti (secondo il censimento del 2009) su una superficie di 169,48 km², con una densità di 29,49 abitanti al km². Del cantone facevano parte 15 comuni:
- Bézéril
- Cazaux-Savès
- Labastide-Savès
- Lahas
- Monblanc
- Nizas
- Noilhan
- Pébées
- Polastron
- Pompiac
- Saint-André
- Saint-Soulan
- Samatan
- Savignac-Mona
- Seysses-Savès